# Дурасно (департамент)
Дура̀сно (на испански: Durazno) е един от 19-те департамента на южноамериканската държава Уругвай. Намира се в централната част на страната. Общата му площ е 11 643 км², а населението е 58 859 жители (2004 г.) Столицата му е едноименният град Дурасно.